# Вилхелм Олдекоп
Вилхелм Карлович фон Олдекоп (на руски: Вильгельм Карлович Ольдекоп) е руски офицер, генерал-майор. Участник в Руско-турската война (1877 – 1878).

## Биография
Вилхелм Олдекоп е роден в дворянско семейство на 6 март 1823 г. в Чериковски уезд (община), на Могильовска губерния на Руската империя (днес в източната част на Беларус). Първоначалното си образование получава в Училище за гвардейски подпрапоршчици и кавалерийски юнкери в Санкт Петербург. Започва военната си служба като кавалерийски юнкер в 4-ти хусарски Мариопулски полк и прекарва там цялата си кариера. Произведен е в офицер през 1842 г. С полка си участва в различни военни акции и израства във военната йерархия. През 1849 г. е в състава на руската армия, изпратена от император Николай I в помощ на австрийския император Франц Йосиф при потушаване на Унгарското въстание (1848 – 1849). Особено се проявява по време на Кримската война (1853 – 1856). Участва в потушаването на Полското въстание 1863 г. На 7 ноември 1876 г. е произведен в чин генерал-майор. Назначен е за командир на 2-ра бригада от 9-а кавалерийска дивизия (от състава на 9-и армейски корпус).

## Участие във войната
Като бригаден командир взима участие в Руско-турската освободителна война 1877 – 1878 г. Сражава се на 3/15 юли при Никопол, на 8/20 юли 1877 г. в Първа атака на Плевен и на 18/30 юли 1877 г. във Втора атака на Плевен. По време на Трета атака на Плевен е ранен. Докаран е в полевата болница. Разболява се тежко и умира на 9 септември 1877 г. в село Турски Тръстеник (Славяново).

## Гроб
Генерал Олдекоп е единственият руски генерал, загинал в Руско-турската война (1877 – 1878) и погребан в България (телата на другите са транспортирани до Русия). Гробът му се намира южно до олтара на църква „Свети Николай“ в гр. Славяново. Хората от селото дълги години си спомняли и говорели за неговото погребение. Дядо Яким Дончев казал следното: „…яйце да хвърлиш нямаше къде да падне. Всички плачеха. Ковчега носеха на ръце, а след него вървеше конят на генерала, покрит с черно и воден от офицер. Слово произнесе главнокомандващият великият княз Николай Николаевич, в което благодари на църковното настоятелство за предоставения терен и организираното погребение. След него, вълнуващи думи каза и поп Христо Цачев, който извърши опелото. На погребението присъстваха също министърът на войната на Русия Дмитрий Милютин, румънският главнокомандващ генерал Кристодор Черкез и други видни личности“. Днес над гроба му има два паметника: един от войсковата част и един от семейството му. През 1902 г. в селото пристига семейството му, посрещнато много топло от цялото население. Съпругата, двамата му сина Евстафий и Василий и дъщеря му Мария поставят втория паметник от семейството му.

## Паметници
Паметта на генерал-майор Вилхелм Олдекоп е почетена с два надгробни паметника:
- Паметник от войнската му част с надпис: „Здѣсь погребено тѣло Командира 2-й бригады 9-й Кавалерийской Дивизiй Генералъ-Маiора Ольдекопа. Умеръ 9-го Сентября 1877 года въ Турскомъ Тростеникѣ.“
- Паметник от семейството му (от съпругата му, синовете му Евстафий и Владимир и дъщеря му Мария) с надпис: „Любимому мужу и отцу жена и дѣти. Здѣсь покоится тѣло генералъ маiора Вильгельма Карловича Ольдекопъ родившагося 6 марта 1823 года и скончавшагося 9 сентября 1877 года. Блаженны кроткiе ибо они наслѣдуютъ землю. Блаженны чистые сердцемъ ибо они Бога узрятъ.“

## Семейство
- баща: Карл Теодор (Фьодорович) фон Олдекоп (Karl Theodor von Oldekop)
- майка: Агнес Рейман Осиповна фон Олдекоп (Agnes Reimann Osipovna von Oldekop)
- братя: Карл Карлович и Фабиан Карлович фон Олдекоп
- сестри: Мария, Юлия и Луиза[1]